# Sagrado Coração de Jesus em Castro Pretório (diaconia)
Sagrado Coração de Jesus em Castro Pretório (em latim:  Ss. Cordis Iesu ad Castrum Praetorium) é uma diaconia instituída em 5 de fevereiro de 1965, pelo Papa Paulo VI por meio da bula papal Almae Urbis templa. Sua igreja titular é Sacro Cuore di Gesù a Castro Pretorio.

## Titulares protetores
- Maximilien de Fürstenberg, título pro illa vice (1967-1988)
- Giovanni Saldarini, título pro hac vice (1991-2011)
- Giuseppe Versaldi (2012-2022); título pro hac vice (desde 2022)